# Caséine
Les caséines sont des protéines qui constituent la majeure partie des composants azotés du lait. La première phase de la fabrication du fromage est leur précipitation par adjonction d'un acide ou de présure. Le mot caséine est issu du latin caseus, « fromage ».

## Caractéristiques
La quantité des caséines d'un lait varie selon les espèces animales : 82 % (des protéines) pour le lait de vache et 40 % pour le lait humain.
L’hydrolyse d’une caséine fait ressortir des teneurs élevées en acide glutamique, proline, leucine, lysine, sérine et thréonine.

## Caséines bovines
Il y a plusieurs types de caséines dans le lait de vache. Les plus présentes sont les caséines αS1 (40 %), β (35 %), κ (12 %), αS2 (10 %) et γ (3 à 7 %).
La caséine du lait de vache précipite facilement en caillots blancs, soit par abaissement du pH au voisinage de son point isoélectrique (pH 4,6), soit par action enzymatique (présure). La caséine du lait humain ne précipite pas par simple acidification. Cependant, la précipitation à un pH de 6 est immédiate en présence du suc gastrique du nourrisson à cause de la présure qu'il contient (la chymosine pour être précis).

### Caséine αS1
La caséine αS1 est une phosphoprotéine qui existe sous cinq variants de 199 acides aminés (sauf pour le variant A qui présente une délétion des acides aminés 14 à 26 de la partie N-terminale). Sur ces acides aminés, huit résidus de sérine sont phosphorylés. En l'absence de cystéine, la caséine αS1 ne forme pas de ponts disulfure. Son poids moléculaire moyen est de 23,6 kDa. Les acides aminés qui la composent sont à 39 % des acides aminés essentiels, à 19 % des acides aminés ramifiés, et à 16 % des acides aminés acides. Le lait de vache comporte environ 9 g·L-1 de caséine αS1-B.
L'hydrolyse de la caséine αS1 libère des peptides dont certains sont bioactifs (opioïdes comme l'alpha-casozépine ou l'alpha-casomorphine, antihypertenseurs comme les casokinines…).

### Caséine κ
La caséine kappa permet le maintien à l'état liquide du lait par la formation de micelles qui s'oppose à une décantation consécutive à la séparation de l'émulsion.
La dénaturation de cette protéine (par acidification comme l'acide lactique ou action d'enzymes comme la présure) entraîne une déstructuration des micelles, avec rejet d'eau d'une part, et formation d'un gel d'autre part ; le lait « caille ».

### Caséine γ
La caséine γ est la moins abondante des caséines. Elle résulte en fait de la protéolyse de la caséine β, dont elle constitue un fragment C-terminal. Le terme même de caséine γ tend à devenir obsolète pour ces protéines, au profit d'une nomenclature reposant sur la caséine β.

## Caséines humaines
Les caséines représentent 40 % des protéines du lait humain contre 82 % dans le lait de vache. Elles forment également des micelles plus petites qui expliquent en plus de la haute teneur en protéine solubles la coagulation plus fine du lait maternel dans l’estomac du nourrisson.

## Usages alimentaires

### Nutrition sportive
La caséine est parfois utilisée par les athlètes comme protéine à assimilation lente afin de faciliter la régénération musculaire. La caséine en tant que complément alimentaire est le plus souvent vendue sous forme de poudre aromatisée.
L'utilité de tels suppléments est discutée : une alimentation saine et variée suffit normalement à couvrir les besoins en protéines, même en cas d'activité sportive soutenue,.

### Œnologie
La caséine est une colle utilisée dans les vins blancs en traitement préventif et curatif de l'oxydation des polyphénols. Elle peut aussi prévenir ou corriger la madérisation et le jaunissement.
On utilise 10 à 20 g/hℓ en prévention, et au maximum 50 g/hℓ en curatif. Depuis le 30 juin 2012, il est obligatoire en Europe de noter sur les étiquettes la présence de dérivés du lait ou d'œufs dans les vins.
Sa floculation est rapide : il est nécessaire d'effectuer un brassage pendant le collage.
L'utilisation de lait entier n'est plus autorisée dans l'Union européenne, car il décolore et désodorise les vins. Contrairement à la caséine, des doses trop élevées (>0,2-0,4 ℓ/hℓ) peuvent mener à un surcollage.

## Autres usages

### Colle
La colle à base de caséine fut utilisée au début du XXe siècle essentiellement dans l'industrie aéronautique pour assembler les avions en bois.

### Liant en peinture
La caséine est utilisée comme liant de peinture.
Les Romains de l'Antiquité décoraient de fresques les murs des pièces de leurs habitations. Les peintres appliquaient la couleur sur le mortier frais. Les pigments de couleur étaient d'origine végétale ou fabriqués artificiellement. Ils étaient broyés et mêlés à de la caséine qui servait de liant.   

### Étanchéité
Les caséines sont des macro-molécules qui ont la particularité d'être hydrophobes et hydrophiles. Les potiers utilisent le lait de vache pour imperméabiliser les poteries en terre cuite.

### Composite
Une société française développe un produit composite de bois avec un liant à base de protèine de lait pour donner de la souplesse au produit et obtenir des possibilités de forme en trois dimensions.[réf. nécessaire]
Le Suisse Otto Hetzer invente au XIXe siècle le principe du lamellé-collé avec de la colle à la caséine,.

### Polymère
En 1893 Auguste Trillat (1861-1944), découvre comment utiliser la caséine et le formol pour produire un polymère qu'il baptise Galalithe. Ce plastique est biodégradable, hypoallergénique et antistatique.
En 1897 un chimiste suisse (Adolf Spitteler) découvre qu'une nuit dans son laboratoire, son chat a renversé une bouteille de formaldéhyde dans du lait. Le chat en est mort, mais le lait a caillé en un matériau solide. Spitteler lance quelques années plus tard le commerce d'un « plastique de lait » (dit « caséine solide » qui sera très employé par exemple pour la fabrication de boutons, boucles, aiguilles à tricoter, bijoux, stylos, pots, etc.. (jusqu'à la fin des années 1930). Cette colle connut un succès dans l'aéronautique pour les assemblages en bois notamment en Allemagne pour la fabrication des aéroplanes et ballons dirigeables. Cette production a eu un tel succès au début du XXe siècle en France que certains se demandaient si le pays n'allait pas manquer de lait. Ce plastique insoluble et ininflammable était facile à colorer, pouvait être poli « par simple pression dans un moule », mais avait pour inconvénient d'être légèrement hygroscopique (mauvais isolant électrique) de se ramollir dans l'eau chaude, et surtout de nécessiter plusieurs jours à plusieurs semaines pour durcir. Ce type de plastique a aussi été commercialisé sous le nom de Lactoid et Aladdinite.
Depuis 2014, une société française, Lactips, fabrique et commercialise un polymère naturel à base de caséine sous forme de granulés, à destination des marchés du packaging et de l’étiquette, de l’agroalimentaire et des sports outdoor.

## Conséquences sur la santé, effets néfastes potentiels

### Caséines A1/A2 bêta dans le lait
Les caséines bêta A1 et A2 sont des variantes génétiques de la protéine de lait caséine bêta. Elles diffèrent d'un acide aminé. Dans la chaîne des acides aminés qui composent la caséine bêta A2, une proline se trouve à la position 67, tandis que dans la caséine bêta A1, une histidine se trouve à cette position,. En raison de la façon dont la caséine bêta interagit avec les enzymes du système digestif, les enzymes digestives traitent différemment les acides aminés A1 et A2. Un peptide à sept acides aminés, la bêta-casomorphine-7 (BCM-7), peut être notamment libéré par la digestion de la caséine bêta A1.
Le type de caséine bêta A1 est le plus courant dans le lait de vache en Europe (hors France), aux États-Unis, en Australie et en Nouvelle-Zélande.
L'intérêt pour la distinction entre les protéines A1 et A2 de la caséine bêta a commencé au début des années 1990 par le biais de recherches épidémiologiques et d'études animales menées initialement par des scientifiques en Nouvelle-Zélande, qui ont établi des corrélations entre la prévalence du lait contenant des protéines A1 de la caséine bêta et diverses maladies chroniques. Une société, A2 Corporation, a été fondée en Nouvelle-Zélande au début des années 2000 pour commercialiser le test et le « lait A2 » comme un lait de qualité supérieure, plus sain en raison de l'absence de peptides de l'A1. Le lait A2 a demandé à l'autorité de régulation Food Standards Australia New Zealand de publier un avertissement sanitaire sur le lait ordinaire.
En réponse à l'intérêt du public, à la commercialisation du lait A2 et aux études scientifiques qui avaient été publiées, l'Autorité européenne de sécurité des aliments (EFSA) a examiné la littérature scientifique et publié en 2009 une étude qui n'a trouvé aucun lien entre les maladies chroniques et la consommation de lait contenant la protéine A1. Une étude indépendante publiée en 2005 a également conclu qu'il n'y avait aucun lien entre la consommation de lait A1 ou A2 et les maladies chroniques.

### Peptides dérivés de la caséine avec activité opioïde (Casomorphineset Casoxines)
Des études ont constaté que les petits peptides dérivés de la caséine (généralement 5 à 10 acides aminés) présentaient des effets biologiques puissants de par leur activité sur divers récepteurs opioïdes. Des modèles animaux ont démontré l'impact de ces composés sur la physiologie et le comportement. Cet impact peut être inversé par le médicament antagoniste des opioïdes, la naloxone.

### Allergie à la caséine
Une petite fraction de la population est allergique à la caséine.

### Cancer
Le biochimiste distingué T. Colin Campbell (en) a déclaré que la caséine est le « carcinogène le plus important que nous consommons ». Cette déclaration se base sur un livre de Campbell, Le Rapport Campbell, lui même basé sur une étude des changements de mode de vie menée en Chine en 1983-1984 et 1989-1990. Le coauteur de l'étude, le chercheur britannique Richard Peto, réfute les affirmations de Campbell et explique que la consommation de lait en Chine durant cette période était trop faible pour pouvoir en tirer des conclusions.
Des études montrent que la consommation de lait animal réduirait le risque de cancer colorectal et de la vessie mais augmenterait le risque de cancer de la prostate,.
La caséine ne fait pas partie de la liste des substances cancérigènes identifiées par l’Organisation mondiale de la santé.

## Caséines non-animales
Avec la prise en compte de l'impact de l'élevage des ruminants sur le réchauffement climatique, la question de la réduction du cheptel se pose. Or certains produits laitiers comme le fromage, très consommés partout dans le monde ont des fonctionnalités (goût, texture, odeur) qui leur sont conférées par ses composants essentiels et notamment ses protéines principales : les caséines.
Afin de concilier les envies des consommateur.ice.s et les enjeux environnementaux, des entreprises du monde entier se penchent depuis plusieurs années maintenant sur le développement de caséines non-animales grâce à l'utilisation de différentes technologies.

### Caséines de culture
Il s'agit du procédé le plus répandu et le plus proche de la commercialisation (aux USAs avec l'entreprise New Culture). Il consiste à modifier génétiquement une bactérie afin de lui donner la capacité de produire des caséines. Ces bactéries sont ensuite plongées dans une cuve de fermentation afin qu'elles synthétisent les caséines non-animales.
En France, l'entreprise Standing Ovation a développé un procédé de fabrication de caséines de culture et a signé un partenariat avec le groupe BEL afin de développer des alternatives non-animales aux fromages et aux produits laitiers (à destination des USAs dans un premier temps).

#### Impact environnemental
La production de caséines de culture permettrait de réduire de 80 à 94 % les émissions de gaz à effet de serre et de plus de 95 % l'utilisation des terres agricoles et de l'eau,,.